# Comitatul Grande Prairie, Alberta
Comitatul Grande Prairie, din provincia Alberta, Canada  este un district municipal situat nordvest în Alberta. Districtul se află în Diviziunea de recensământ 19. El se întinde pe suprafața de  5,862.74 km2  și avea în anul 2011 o populație de 20,347 locuitori.
Cities Orașe
- Grande Prairie

Towns Localități urbane
- Beaverlodge
- Sexsmith
- Wembley

Villages Sate
- Hythe

Summer villages Sate de vacanță
--
Hamlets, cătune
- Bezanson
- Clairmont
- Demmitt
- Dimsdale
- Elmworth
- Goodfare
- Huallen
- La Glace
- Teepee Creek
- Valhalla Centre
- Wedgewood

Indian reserves Rezervații indiene
- Horse Lakes 152B

Așezări
- Albright
- Aspen Ridge Estates
- Aspen Ridge Subdivision
- Bad Heart
- Bear Lake
- Brainard
- Bredin
- Buffalo Lake
- Clairmont Trailer Court
- Eldoes Trailer Park
- Fitzsimmons
- Flying Shot
- Flyingshot Lake Settlement (settlement)
- Glen Leslie
- Grande Prairie Aerodrome
- Gundy
- Halcourt
- Hayfield
- Hazelmere
- Hermit Lake
- Hilltop Estates
- Hinton Trail
- Hockey Estates
- Homestead
- J D Barr Subdivision
- J.D. Renton Subdivision
- J.D. Willis Subdivision
- Kleskun Hill
- Lake Saskatoon
- Lakeview Estates
- Leighmore
- Lymburn
- Lynburn
- Mansfield Subdivision
- Maple Grove
- Morgan's Mountain Subdivision
- Mount Valley
- Mountainside Acres
- Mountainside Estates
- Niobe
- Nordhagen Subdivision
- Pine Valley Estates
- Pine Valley Subdivision
- Pipestone Creek
- Poplar Hill
- Research Station
- Richmond Hill Estates
- Richmond Subdivision
- Rio Grande
- Riverview Pines Estates
- Riverview Pines Subdivision
- Sandy Lane
- Sandy Lanes
- Sandy Ridge Estates
- Saskatoon Lake
- Shaver
- Silvestre
- Smoky Heights
- South Pine Valley Estates
- Sprucewood Subdivision
- Swan City Trailer Court
- Sylvester
- The Dunes
- Triple-L-Trailer Court
- Valhalla
- Webster
- Willow Wood Subdivision
- Willowood Estates
- Windsor Creek
- Woodlake Estates
- Woodland Acres

1. 1 2  Population and dwelling counts, for Canada, provinces and territories, and census subdivisions (municipalities), 2016 and 2011 censuses – 100% data (în engleză), 20 februarie 2019